# Darkman III: Die Darkman Die
Darkman III: Die Darkman Die, conocida en español bajo los títulos Darkman III: Muere, Darkman, Muere, Darkman III: El desafío y Darkman 3: La Sombra Muere, es una película canadiense-estadounidense de superhéroes de 1996 dirigida por Bradford May y protagonizada por Arnold Vosloo, Jeff Fahey, Darlanne Fluegel y Roxann Dawson. Es la segunda secuela de Darkman de 1990, cuyo director, Sam Raimi, es el productor ejecutivo. Vosloo vuelve a protagonizar a Darkman, quien se enfrenta al empresario ávido de poder Peter Rooker (Fahey) y forja un extraño vínculo emocional con la esposa e hija desatendidas de su enemigo.

## Argumento
El científico Peyton Westlake sigue buscando la clave para crear una fórmula permanente de piel líquida que repare las quemaduras en su rostro y cuerpo; por ello, su objetivo es adquirir en el mercado negro un Sintetizador de pulso láser, un costoso dispositivo capaz de reorganizar la estructura molecular de los polímeros sintéticos y por consiguiente, de facilitar la creación de piel sintética permanente, para lograr esta meta, continúa operando como el justiciero "Darkman" irrumpiendo en tratos criminales para robar el dinero de la mafia, lo que eventualmente llama la atención del cruel empresario y jefe mafioso Peter Rooker, quien queda fascinado por la fuerza y agilidad sobrehumanas de Westlake.
Posteriormente Peyton es abordado por una mujer que se identifica como la Dra. Bridget Thorne, quien revela ser uno de los médicos que participó en la intervención que lo privó del sentido del tacto tras su accidente. Esta le explica que puede reparar quirúrgicamente sus nervios talámicos, restaurando parte de la pérdida sensorial que ha sufrido desde el ataque; ya que Peyton se muestra receloso, Thorne señala poseer un sintetizador que ofrece poner a su disposición a cambio de permitir que lo opere.
En un laboratorio que Thorne ha instalado en un complejo industrial abandonado realizan la cirugía, aparentemente restaurando la capacidad de Westlake para percibir sensaciones y Peyton revela poco después que gracias al sintetizador y un disquette donde guarda la única copia de los datos de su investigación esta creando piel líquida permanente, que no se descompone con la luz solar como sus otras muestras y ya ha logrado sintetizar una cantidad suficiente como para reconstruir su rostro; a pesar de todo Peyton señala que aun no es capaz de comprender que cosa hace estable la piel ya que simplemente colocó el disquette en la máquina y esta comenzó a fabricarla con un proceso automatizado, por lo que aun debe estudiarla para aprender la formula correcta. 
Rooker y sus hombres aparecen repentinamente revelando que Thorne es su amante y todo es una trampa. El mafioso explica que desea la fuerza mejorada que Peyton tiene a su disposición por lo que planean usarlo como conejillo de indias para crear una droga que replique la sobrecarga suprarrenal perpetua que le da su poder. Thorne también revela que en lugar de curarlo le implantó un dispositivo de descarga eléctrica en sus nervios que utiliza para torturarlo con oleadas de dolor incapacitante. Rooker se apodera de la muestra de piel de Westlake y el disquette y junto a Thorne lo someten a una serie de pruebas físicas extenuantes tras lo cual toman muestras con las cuales la doctora pueda investigar. 
Encerrado en una vieja bodega, Westlake encuentra un par de alicates con los que logra arrancar el dispositivo de su cuello y escapar. Intentando saber más sobre Rooker y recuperar la muestra y su investigación, Peyton asume la identidad del mafioso para entrar en su casa y buscar donde los oculta; esto le obliga a pasar tiempo con Angela, la esposa de Rooker, y con su pequeña hija, Jenny, quienes son ignoradas por el mafioso y desconocen sus actividades ilícitas. Rápidamente Peyton desarrolla gran apego por ambas al darse cuenta de lo sola y vacía que está su vida, esto lo lleva a actuar como un padre y esposo amoroso, incluso viendo a Jenny actuar en la producción de La Bella y la Bestia de su escuela.
En paralelo, Thorne usa las muestras obtenidas de Peyton para sintetizar un suero que permite a quien se lo inyecte obtener un rendimiento físico sobrehumano, pero también los hace susceptibles a los efectos secundarios, como la inestabilidad mental y las emociones volátiles, que Peyton ha aprendido a mantener bajo control a través de su fuerza de voluntad y disciplina mental. Rooker inyecta el suero a sus hombres y les ordena asesinar en una reunión pública a un fiscal de distrito honesto que entorpece sus negocios, pero Westlake llega y logra detener el atentado. 
Rooker descubre que Peyton había usurpado su identidad para pasar tiempo con su familia, por lo que asesina a Thorne y, con un comportamiento psicópata, declara su intención de ser un mejor esposo y padre ante una aterrorizada Angela; tras esto lleva a su familia al laboratorio de Thorne y los retiene como rehenes.
Al llegar al lugar, Peyton descubre que Rooker se ha inyectado lo último del suero, lo que no solo ha aumentado su fuerza, sino que ha amplificado su locura. Ambos se enzarzan en una brutal pelea por todo el edificio donde Peyton logra recuperar la muestra de piel líquida permanente, pero su disco de investigación es destruido. Finalmente, logra dominar la lucha y engaña a Rooker para muera al caer en una trituradora industrial.
Durante la pelea, una tubería de gas se incendia, provocando una explosión masiva. Peyton logra salvar a Angela y Jenny, pero el rostro de la niña queda gravemente desfigurado, por lo que Peyton decide usar la muestra de piel permanente para reparar el rostro de Jenny en lugar del suyo. Después de que Angela agradece a Westlake por salvar a su hija, este las abandona, jurando continuar su investigación sobre la fórmula mientras lucha contra el crimen y la injusticia.

## Elenco
- Arnold Vosloo como Peyton Westlake/Darkman
- Jeff Fahey como Peter Rooker
- Darlanne Fluegel como la Dra. Bridget Thorne
- Roxann Dawson como Angela Rooker
- Nigel Bennett como Nico
- John Novak como el fiscal de distrito Ryan Mitchell
- Shawn Doyle como Adam
- Joel Bissonnette como Mayo
- Ronn Sarosiak como Mack
- Peter Graham como Joey
- Vieslav Krystyan como Iván
- Chris Adams como Whit
- Rick Parker como EK
- Alicia Panetta como Jenny Rooker
- Christopher Bondy como Gibson
- Von Flores como Johnny Lee
- Walker Boone como el sargento Troy
- Eric Hollo como Paul Raney
- Bob Windsor como el tío Owen
- Lorne Cossette como el Dr. Leonard
- Diana Platts como ella misma

## Producción

### Desarrollo y redacción
Darkman III: Die Darkman Die es la película hermana de su predecesora, Darkman II: The Return of Durant. Ambas películas recibieron luz verde juntas por parte de Universal Pictures en 1992 y se desarrollaron en paralelo.
Darkman III fue escrito por Michael Colleary y Mike Werb mientras desarrollaban su guion para Face/Off, que se presentó antes de las secuelas de Darkman, pero que pasó por un desarrollo prolongado entre dos estudios y terminó filmándose después de ellas. Algunos elementos narrativos, como un personaje que adopta los rasgos faciales de su archienemigo y se acerca a la desprevenida familia de este último, son comunes tanto en Darkman III como en Face/Off. Mark Verheiden de Dark Horse Comics, autor de Timecop y su adaptación cinematográfica producida por Raimi, realizó algunas reescrituras no acreditadas en Darkman III. Verheiden también fue el escritor original de la adaptación de Dark Horse, The Mask, a la que Werb contribuyó con importantes revisiones del guion. Se desconoce si la participación de ambos en esos dos proyectos es casual.
Debido a los compromisos previos de Larry Drake, El regreso de Durant estaba programada para filmarse al final e inicialmente se asumió que también sería su orden de estreno; por esta razón, Darkman III se conoció como Darkman II durante la producción. Sin embargo, en una entrevista de marzo de 1995, la actriz Roxann Dawson declaró no estar segura del título final de la película, finalmente, se decidió cambiar los estrenos y modificar su orden, lo que provocó algunas inconsistencias menores en la ahora renombrada Darkman III, donde la investigación sobre la piel sintética se muestra menos avanzada que en su supuesta precuela.

### Rodaje
Al igual que El regreso de Durant, Muere Darkman Muere se rodó en Toronto, Ontario, y contó con gran parte del mismo equipo. La fotografía principal comenzó el 15 de noviembre de 1993 y concluyó el 20 de diciembre. El equipo se tomó un descanso antes del rodaje de la otra entrega y el presupuesto total de ambas películas fue ligeramente inferior a los 7 millones de dólares, siendo la mayor parte de esa cantidad para El regreso de Durant, con 4 millones de dólares.
May priorizó las escenas clave para aprovechar al máximo los modestos recursos de la película. Según el director, la explosión final de la fábrica en Muere Darkman Muere fue la mayor en la historia del cine canadiense hasta ese momento; sin embargo, Verheiden también recuerda que una escena relativamente sencilla que había escrito, donde Darkman enfurecido golpeaba la cabeza de un matón contra el capó de un coche, fue descartada porque el atrezo y los especialistas necesarios eran demasiado caros.

## Estreno

### Estreno a video
Darkman III: Die Darkman Die se lanzó en VHS el 20 de agosto de 1996. Según los estándares de la industria, el Laserdisc le siguió una semana después, el 27 de agosto.
La película fue reeditada en DVD por Universal el 5 de enero de 2004 en Estados Unidos, como parte de la colección económica "Selecciones Universal Studio". Carecía de contenido adicional, salvo una selección de capítulos. La edición internacional es anterior a la versión nacional. Con fecha de lanzamiento en el Reino Unido el 23 de octubre de 2000, incluía una breve biografía del actor principal, Arnold Vosloo.
Shout! Factory lanzó un Blu-ray de la película el 7 de noviembre de 2017. Incluye un nuevo audiocomentario del director Bradford May y un tráiler.

### Televisión
Al igual que su predecesora, Darkman III se emitió en horario estelar en Fox el 7 de julio de 1998, casi un año después de la Parte II, y con resultados similares. Obtuvo una audiencia de 2.7 y una cuota de pantalla de 6.

## Recepción

### Respuesta crítica
En el sitio web Rotten Tomatoes, la película tiene un índice de aprobación del 33% basado en una muestra limitada de siete reseñas, con una calificación promedio de 4.2/10.
La actuación de Jeff Fahey como Darkman y Rooker fue ampliamente elogiada. Ian Jane, de DVDTalk, lo calificó como "divertido como el villano desquiciado", mientras que TV Guide lo elogió "por crear un nuevo némesis para Darkman que no es simplemente una repetición del siniestro Durant de las dos primeras películas".
La calidad de producción de la película recibió críticas mixtas. TV Guide comentó: «La producción presume de efectos visuales impresionantes, como pirotecnia de pantalla azul y diversos efectos de maquillaje. Es evidente que Darkman III no es un simple intento de aprovechar la popularidad de la original». La guía de DVD y vídeo de Ballantine Books no quedó tan impresionada, comentando que «tuvo que prescindir de las acrobacias escandalosas y los efectos visuales hipercinéticos que hicieron tan memorable a la primera película». Richard Scheib, de Moria Reviews, opinó que «el bajo presupuesto se nota en ocasiones».
La historia de la película fue generalmente considerada más ambiciosa que la de Darkman II, aunque algunos prefirieron la sencillez de su predecesora. Alan Jones, de RadioTimes de la BBC, elogió «un guion bien logrado que acentúa tanto a los personajes como los trucos explosivos». Scheib escribió que «donde Die Darkman Die funciona es en el conflicto central que plantea. La historia gira en torno a un dilema único: Darkman, que se disfraza con la cara de un mafioso, pero al hacerlo llega a brindar el cuidado y la atención que este nunca le brindó a su esposa e hija». Hock Teh, de IGN, también señaló que «Darkman III me sorprendió positivamente al evocar el estado mental emocional de nuestro héroe, tan evidente en la primera película». Jane, sin embargo, no estuvo de acuerdo con la nueva dirección, diciendo "si bien es interesante ver cómo la historia trata la agitación emocional de Darkman al incluir a la esposa y al hijo de Rooker en la mezcla, la historia esta vez es bastante complicada". Peter M. Nichols de The New York Times también encontró que "en contraste 'El regreso de Durant', la segunda secuela, Darkman III: Die Darkman Die , adopta un enfoque exagerado para una historia que parece cansada".

## Posible secuela
Aunque Darkman II y III se hicieron después de que Fox rechazara una serie de televisión regular basada en el personaje, un informe de Variety de mayo de 1995 indicó que Universal todavía los consideraba como pilotos para una posible serie. Según Larry Drake, Raimi también le dijo que había una historia en marcha para un cuarto largometraje que vería a Durant regresar una vez más, si las dos primeras secuelas tenían éxito. Vosloo declaró que consideraría repetir su papel, pero se mantuvo indeciso debido al desgaste que le causaron las largas sesiones de maquillaje. Después de las películas, el actor juró no volver a aceptar un trabajo con tantos efectos. Más tarde suavizó su postura para aparecer en La Momia, aunque gran parte de eso fue CGI.
En una entrevista de mayo de 2022, Raimi reconoció que Universal estaba considerando una nueva película de Darkman y que había nombrado a un productor para supervisar el proyecto. Su comentario se refería a una pregunta sobre una secuela, sugiriendo un reinicio parcial que ignoraría las entregas directas a vídeo.